# Nedvědice
Nedvědice je městys v okrese Brno-venkov v Jihomoravském kraji; rozkládá se v Hornosvratecké vrchovině, v přírodním parku Svratecká hornatina, přibližně 14 kilometrů severozápadně od Tišnova. Žije zde přibližně 1 300 obyvatel. Součástí městyse je kromě samotné Nedvědice (ležící v katastrálním území Nedvědice pod Pernštejnem) také osada Pernštejn (ve stejnojmenném katastrálním území).

## Poloha a přírodní podmínky
Nedvědice leží v podhradí hradu Pernštejna, přibližně 40 km od centra Brna, na soutoku Svratky a Nedvědičky, uprostřed přírodního parku Svratecká hornatina.

## Název
Vesnice byla pojmenována podle hradu Pernštejna (německy Bärnstein „Medvědí kámen“), pod nímž leží. V nejstarším dokladu (1350) je podoba Medvědice (Medwidicz), jinak se vždy jméno psalo s počátečním N-.

## Historie
První písemná zpráva o vesnici Nedvědice je z roku 1350; je zapsána v zemských deskách brněnských a píše se v ní, že Filip mladší z Pernštejna potvrdil Jimramovi z Pernštejna držbu částí několika vesnic pernštejnského panství, mezi nimi i třetinu vsi Nedvědice. Zápis dokazuje, že obec byla od svého založení součástí pernštejnského panství. Ovšem založena byla dříve. Z roku 1231 pochází první písemné zmínky o klášteru v Doubravníku a o 4 roky později patřily mezi vesnice, které byly klášteru užitečné, také Maňová, Klokočí a Rakové a záhy zaniklá obec Bořihněv (stávala v místech pozdějšího bořinovského dvora). Všechny tyto vsi se nacházely a nacházejí v okolí Nedvědice, proto nelze vyloučit, že obec existovala už v této době. Jisté je, že Nedvědice stála v roce 1285, ze kdy pochází první záznamy o hradu Pernštejn; v tomto případě lze vycházet z toho, že vznikla jako jeho podhradí. V roce 1350 pak lze v zemskodeskovním zápise najít také obce Jámy (dnes zaniklá, stávala v místech pozdějšího dvora Mansberk), Bor, Býšovec a poněkud vzdálené Pavlovice a Daňkovice.
Léta 1401 je Nedvědice uváděna jako farní ves. O 82 let později došlo k povýšení na městečko. V roku 1596 byl Jan z Pernštejna nucen rodový majetek prodat. Novými majiteli Nedvědice byli např. Adam Licko z Rýzmburka či Kryštof Pavel z Lichtenštejna-Kastelkornu. Výrazně se pak Nedvědice a především hrad Pernštejn zapsala do dějin v průběhu třicetileté války, konkrétně roku 1645; tehdy se pouze stočlenná posádka hradu dokázala ubránit téměř 6 tisícům švédských vojáků. Pošta v obci byla založena 10. září 1851.
V okolí Nedvědice byl od středověku v několika lomech nad obcí těžen bílý mramor, tzv. nedvědický. Byl využit na stavbu hradu Pernštejna a kostela v Doubravníku. Po vzniku Československa v roce 1918 fungovala těžba pod obecní správou.
Roku 1905 sem byla přivedena železnice, prostřednictvím trati Žďár nad Sázavou – Tišnov. Otevřením nové trati přes Křižanov v 50. letech poklesl význam zdejší trati jen na lokální úroveň.
Za komunistického režimu se místní občané zapojili do brigádnické formy výstavby (akce „Z“); takto byly postaveny, krom rozhodujících staveb městečka, jako mateřská škola, obchodní dům, areál velkého koupaliště, kanalizační řády, přístavba základní školy, i stavby doplňkové, kupř. budova telefonní ústředny, lyžařské vleky, sklad plynu či umělá ledová plocha, dokončená roku 1975.
K 1. lednu 2005 byla Nedvědice společně s dalšími 23 obcemi převedena z okresu Žďár nad Sázavou (Kraj Vysočina) do okresu Brno-venkov (Jihomoravský kraj). Území Nedvědice od té doby tvoří výrazný výběžek obklopený skoro ze všech stran územím kraje Vysočina, se zbytkem Jihomoravského kraje je propojeno pouze na jihovýchodě přes obec Černvír. Současně byla Nedvědice zahrnuta do Integrovaného dopravního systému Jihomoravského kraje (tehdy jako koncová zastávka vlakové linky S31, později prodloužené až za Bystřici nad Pernštejnem).
Dne 10. října 2006 byl obci přiznán resp. vrácen status městyse.

## Obyvatelstvo
| Rok            | 1869  | 1880 | 1890 | 1900 | 1910  | 1921  | 1930  | 1950  | 1961  | 1970  | 1980  | 1991  | 2001  | 2011  | 2021  |
| -------------- | ----- | ---- | ---- | ---- | ----- | ----- | ----- | ----- | ----- | ----- | ----- | ----- | ----- | ----- | ----- |
| Počet obyvatel | 1 062 | 950  | 974  | 941  | 1 272 | 1 370 | 1 247 | 1 313 | 1 415 | 1 470 | 1 551 | 1 443 | 1 329 | 1 317 | 1 265 |
| Počet domů     | 142   | 140  | 132  | 135  | 168   | 186   | 228   | 300   | 299   | 341   | 354   | 387   | 408   | 432   | 446   |

Vývoj počtu obyvatel městysu Nedvědice
| Rok            | 1869 | 1880 | 1890 | 1900 | 1910  | 1921  | 1930  | 1950  | 1961  | 1970  | 1980  | 1991  | 2001  | 2011  | 2021  |
| -------------- | ---- | ---- | ---- | ---- | ----- | ----- | ----- | ----- | ----- | ----- | ----- | ----- | ----- | ----- | ----- |
| Počet obyvatel | 830  | 731  | 736  | 727  | 1 041 | 1 126 | 1 078 | 1 149 | 1 248 | 1 313 | 1 444 | 1 353 | 1 262 | 1 266 | 1 215 |
| Počet domů     | 101  | 101  | 94   | 96   | 129   | 147   | 191   | 252   | 299   | 306   | 321   | 362   | 380   | 402   | 415   |

Vývoj počtu obyvatel části obce Nedvědice

## Znak
Pečeť nedvědické rychty, k níž patřily obce Černvír, Chlébské, Skorotice a Smrček, z roku 1688 obsahovala zubří hlavu, radlici a krojidlo. Ve znaku má Nedvědice od 16. století hnědou zubří hlavu se zlatou houžví v nozdrách, keser (druh sítě na ryby) a medvědí tlapu. V polovině 19. století se však ve znaku objevila i kráčející medvědice s dítětem na ramenou; tento znak tedy odpovídá známé pověsti o původu městečka.

## Pamětihodnosti

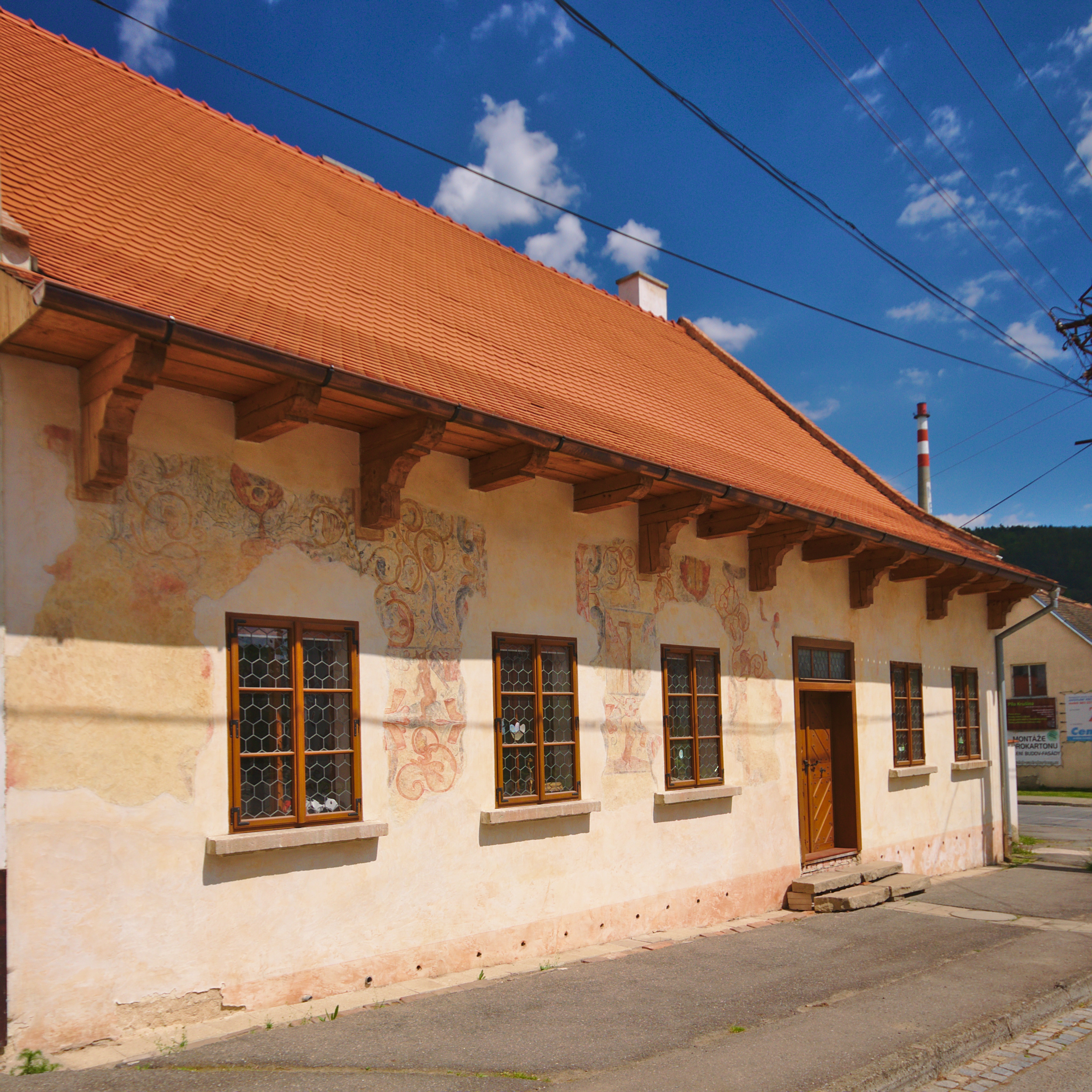
Památkově chráněný dům čp. 35

- hrad Pernštejn
- kostel svaté Kunhuty s jádrem z 15. století, současná podoba je barokní z 18. století. Před kostelem se nachází mramorový kříž s letopočtem 1867. Materiál na jeho zhotovení pochází z bývalých lomů, které dodávaly materiál i na stavbu hradu Pernštejna či kostela v Doubravníku.
- dům čp. 35
- vila Marie Loosové
- vila Vendolských
- Frankova vila
- vila Mitrovských
- dřevěný most

## Osobnosti
- František Uhlíř – kameník; mramorové kříže z jeho kamenictví stojí po celé Moravě
- Alois Lukášek – akademický malíř-krajinář
- Eduard Berka – autor učebnic, jeden z vůdců Petičního výboru Věrni zůstaneme
- Oldřich Vašica – malíř; vyzdobil prostějovský orloj

## Zajímavosti
- Na nedvědickém nádraží se natáčel česko-řecký film Podzimní návrat.

## Fotogalerie

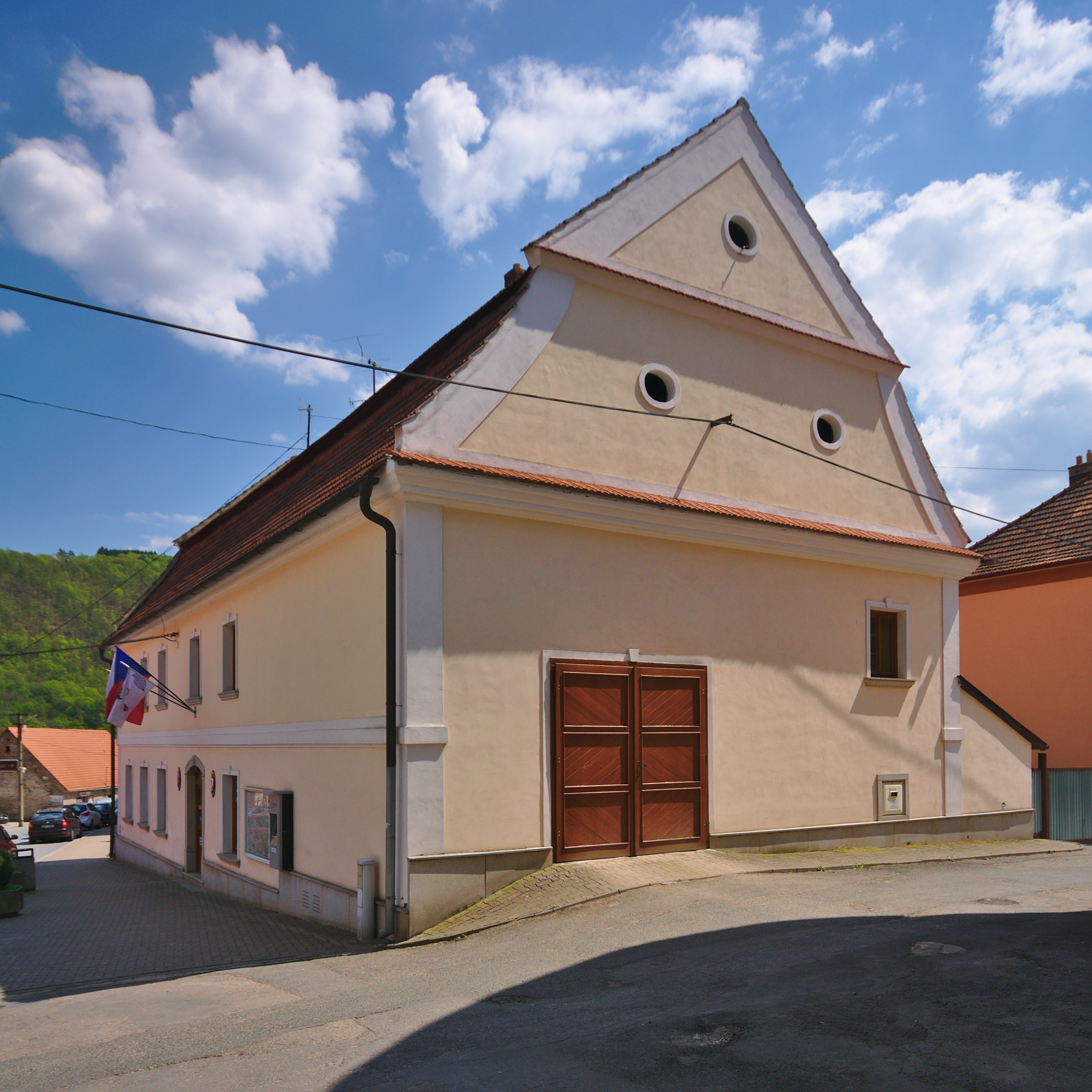
Úřad městyse
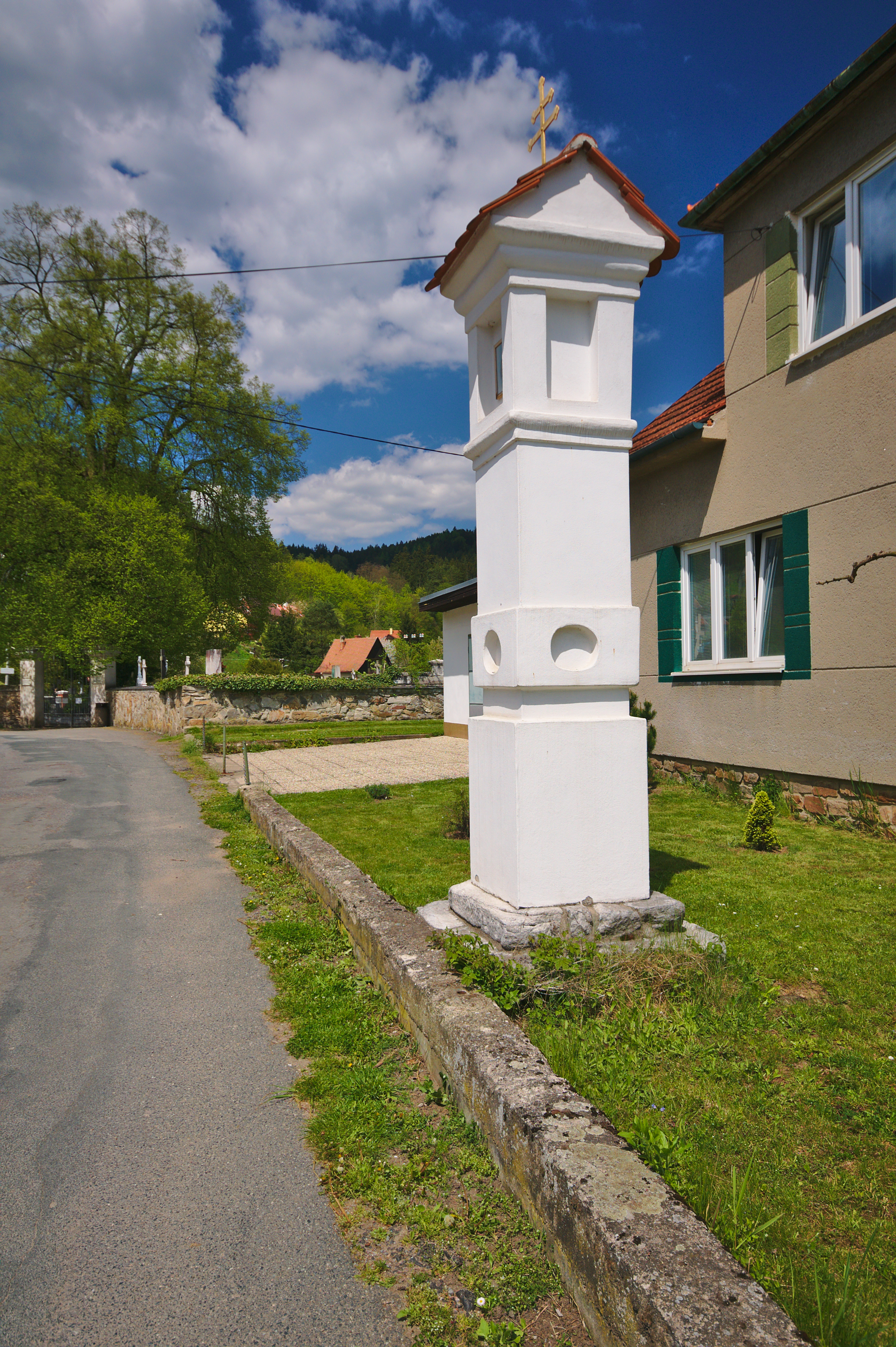
Boží muka u hřbitova
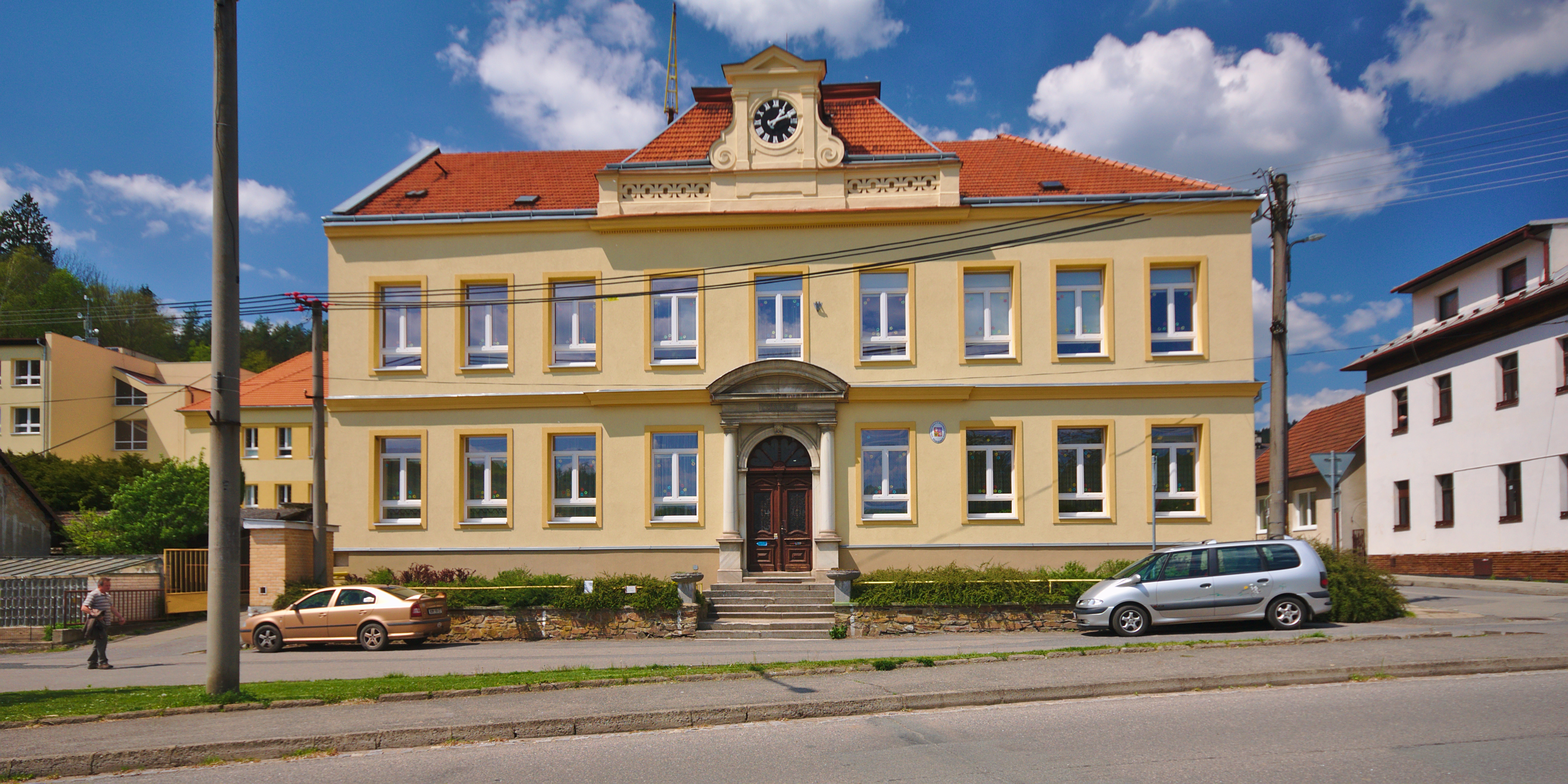
Základní škola
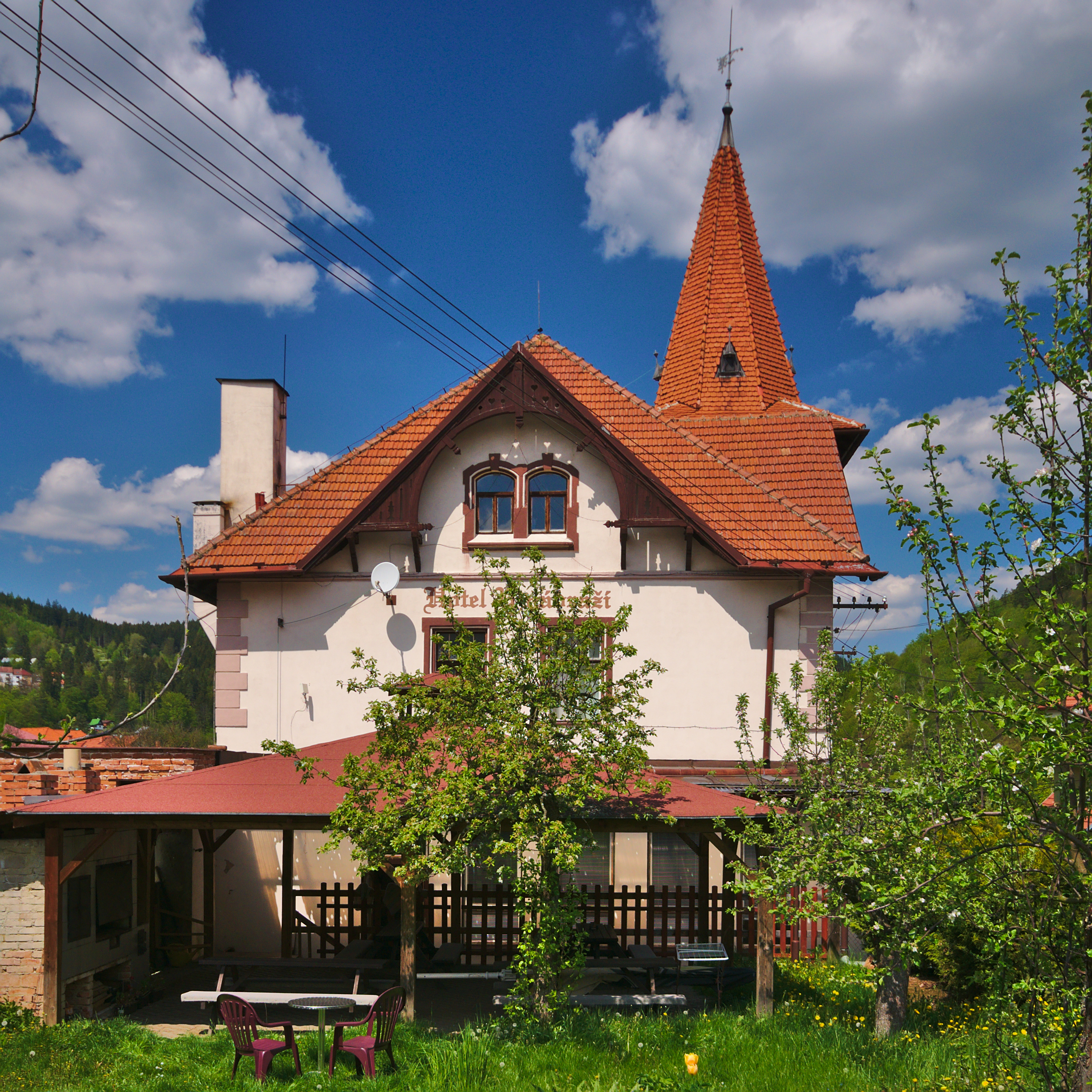
Hotel U Nádraží
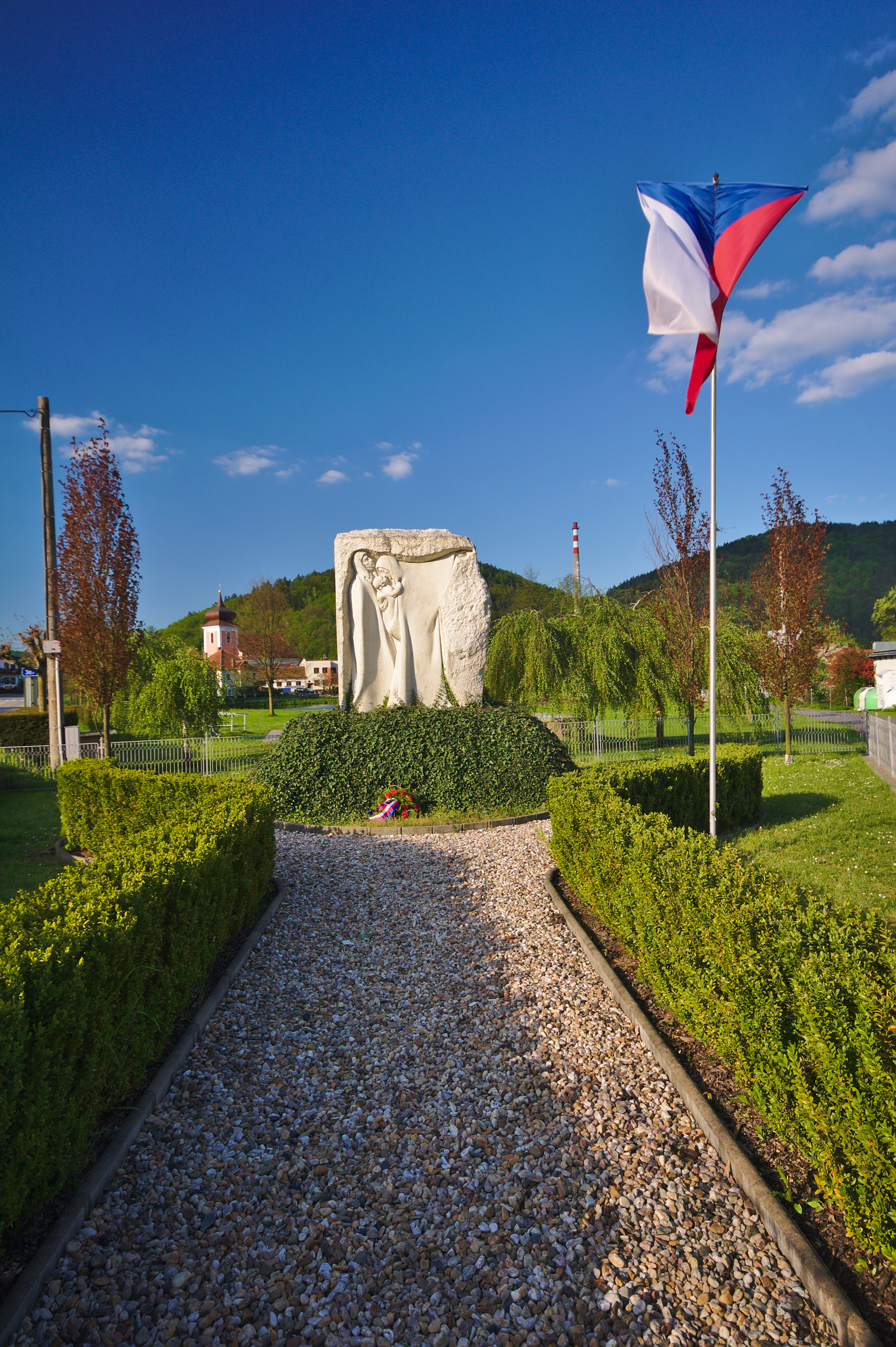
Pomník
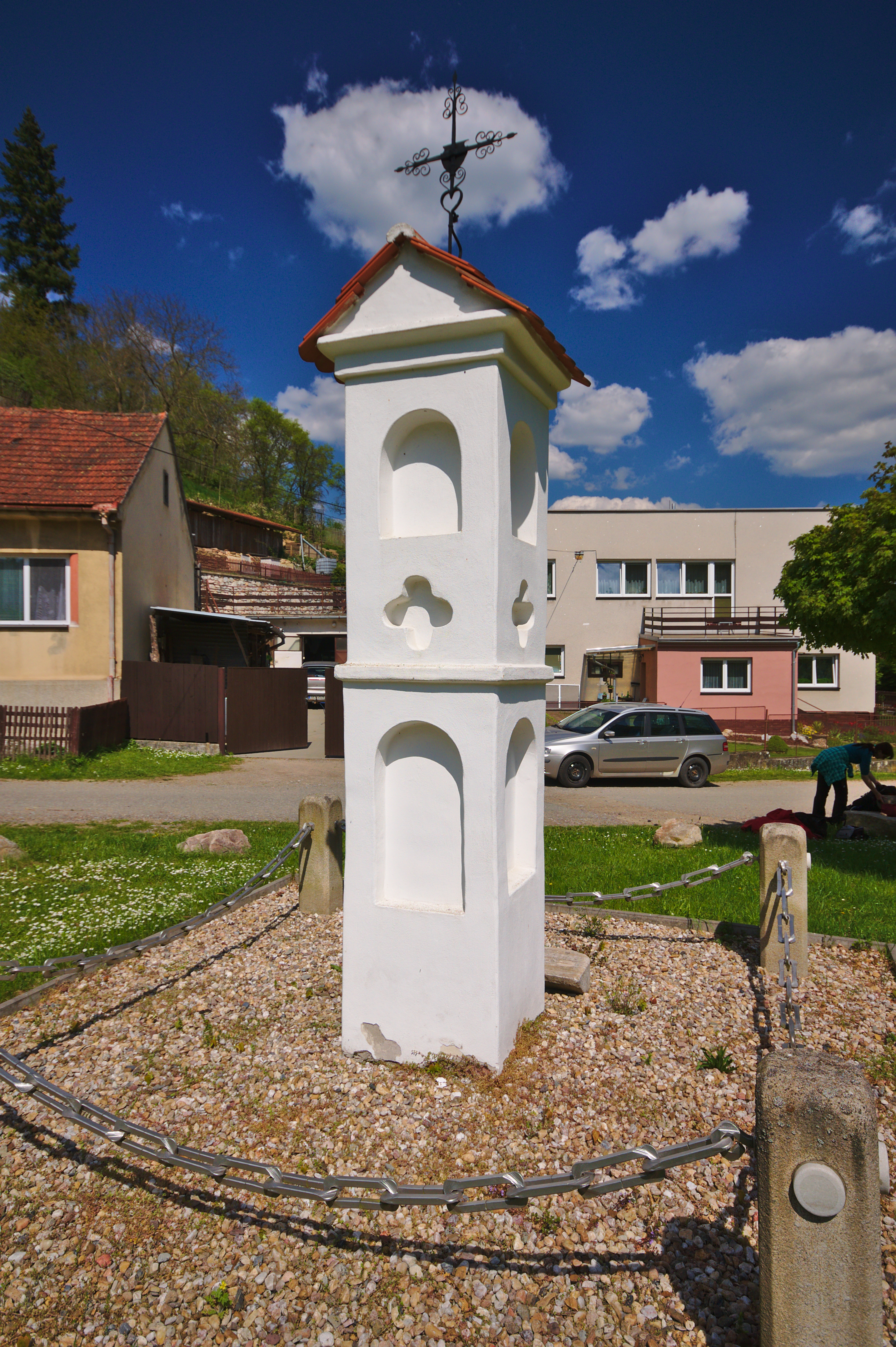
Boží muka u lípy Svobody
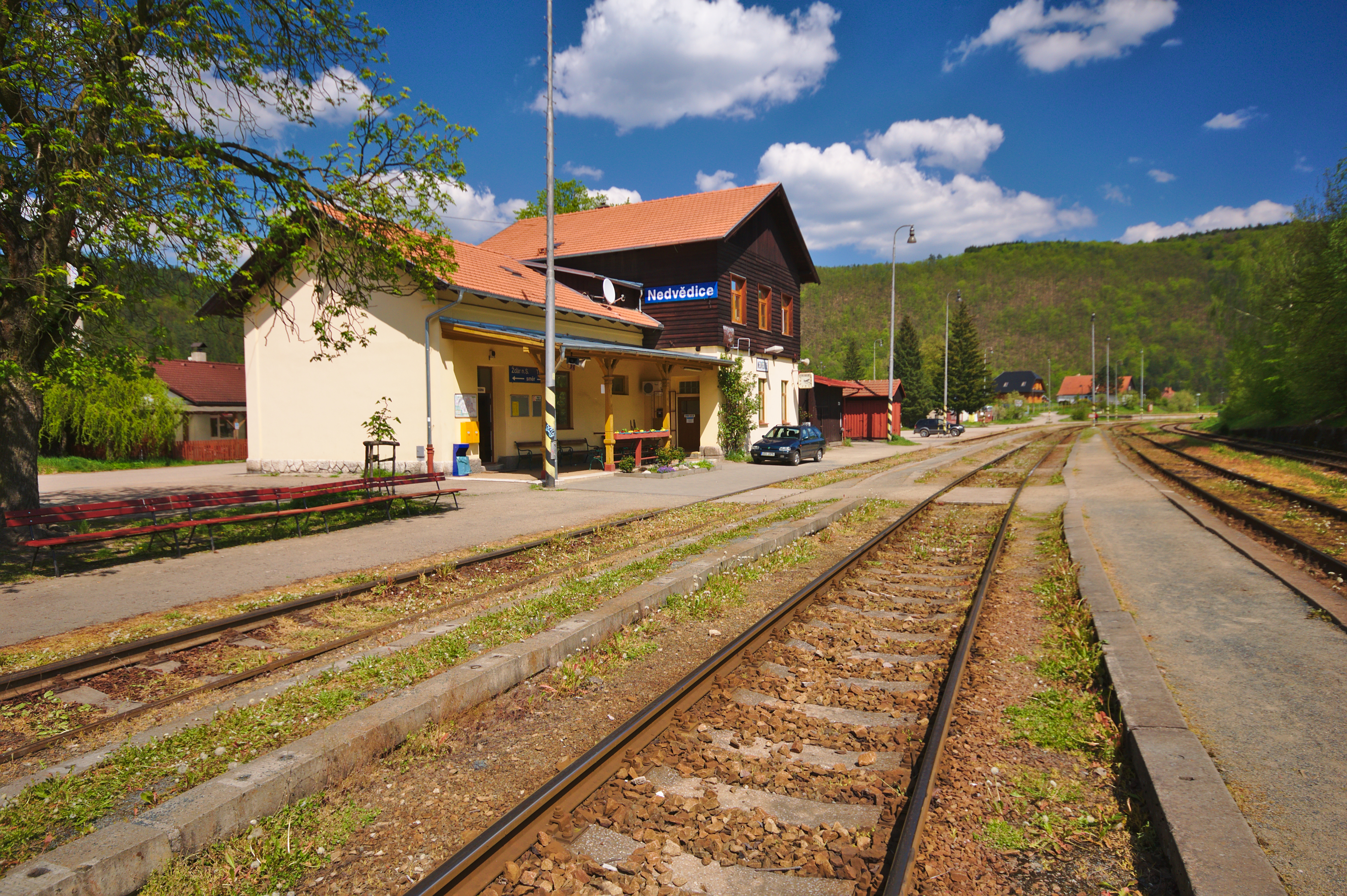
Železniční stanice